# Lac Baker (Californie)
Pour les articles homonymes, voir Lac Baker.
Le lac Baker est un lac relevant du comté de Shasta, Californie, aux États-Unis. Il est situé à 1 628 mètres.